# 2010 en Ukraine
Chronologie de l'Ukraine
- 2006
- 2007
- 2008
- 2009
- 2010
- 2011
- 2012
- 2013
- 2014

Cette page concerne les évènements survenus en 2010 en Ukraine  :

## Évènement
- 17 janvier-7 février : Élection présidentielle
- 11 mars : Gouvernement Azarov I
- 21 avril : Accords de Kharkov
- mai : Début des poursuites judiciaires contre les partisans de Ioulia Tymochenko
- 9 mai : Parade du jour de la victoire à Kiev (en)
- 12 octobre : Accident de train de Marhanets (en)
- 31 octobre : Élections législatives en Crimée

## Sport
- Championnat d'Ukraine de football 2009-2010
- Championnat d'Ukraine de football 2010-2011
- Coupe d'Ukraine de football 2009-2010
- Coupe d'Ukraine de football 2010-2011
- Supercoupe d'Ukraine de football 2010
- Participation de l'Ukraine aux Jeux olympiques d'hiver de Vancouver.

## Culture
- Participation de l'Ukraine au concours Eurovision de la chanson à Oslo.
- Création du groupe de musique Brunettes Shoot Blondes

### Sortie de film
- My Joy

## Création
- Association des contrôleurs ukrainiens de la conduite des droits de l'homme dans l'application de la loi (en)
- S14, groupe nationaliste.
- FC Cherkashchyna (club de football)

## Dissolution
- FC Dnipro-75 Dnipropetrovsk (en) (club de football)
- Gameplay (magazine) (en)

## Décès
- Yaroslav Benza (uk), poète.
- Mariya Dolina, aviatrice et héroïne de l'Union soviétique.
- Alexandre Kostetski (uk), peintre.
- Kyrylo Kurashkevych (uk), écrivain.
- Wasyl Moskałenko (uk), footballeur.
- Alexander Prosvirnin, skieur.